# Darfur
Darfur (arab. ‏دار فور‎, ‛kraj Furów’) – region leżący w zachodniej części Sudanu, mający około 6 milionów mieszkańców.

## Warunki naturalne
Darfur zajmuje około 493 tys. km². Obszar regionu zajmuje w przeważającej części wyżyna Darfur. Wznosi się ona średnio na około 1000 do 1500 m n.p.m. Występują tam liczne szczyty wulkaniczne, np. Deriba Caldera. Dużą część terenu Darfuru zajmuje pasmo górskie Dżabal Marra.

## Historia
Darfur zamieszkiwany jest przez liczne grupy etniczne (oprócz Arabów zamieszkują go także rozmaite plemiona czarnej ludności Afryki) oraz wiele grup wyznaniowych, m.in. chrześcijan, muzułmanów i animistów. Między innymi z tego powodu od ponad 100 lat prowadzone są tam wojny religijne oraz o dostęp do źródeł wody pitnej. Do 1916 wyżynę Darfur zajmował samodzielny sułtanat Dar Fur (Darfur). Aktualnie obszar jest w sporze z centralnymi władzami państwowymi w Chartumie. Od kilkudziesięciu lat w Darfurze trwa konflikt pomiędzy miejscowymi czarnoskórymi mieszkańcami a muzułmanami mieszkającymi na Północy Sudanu.

## Podział administracyjny
Darfur był nazwą prowincji w czasach protektoratu brytyjskiego. Obecnie podzielony jest na pięć stanów:
- Darfur Północny
- Darfur Południowy
- Darfur Środkowy
- Darfur Wschodni
- Darfur Zachodni